# Túnel de Los Roquillos
El túnel de Los Roquillos se encuentra en la isla de El Hierro, una de las islas Canarias (España). Lo atraviesa la carretera HI-5, que une las localidades herreñas de Valverde y Frontera.
El túnel fue construido en 2003 y su apertura supuso acortar la distancia entre Valverde y Frontera de 32,8 km a 17,2, lo que permitió reducir a la mitad el tiempo del trayecto entre ambas poblaciones, que hasta entonces era de 45 minutos, ya que la comunicación transcurría por una carretera secundaria y sinuosa conocida como "carretera de la Cumbre", por la orografía por la que discurría.
El túnel tiene 2 240 metros de longitud y su ejecución tuvo un coste de casi 30 millones de euros. En su interior, el tráfico está limitado a 60 km/h.